# Thierry De Cordier
Thierry De Cordier, né le 17 juin 1954 dans la Province de Flandre-Orientale en Belgique, est un artiste plasticien contemporain.

## Biographie
Thierry De Cordier naît le 17 juin 1954 à Renaix ou Audenarde. Il étudie de 1972 à 1976 à l'Académie royale des beaux-arts de Gand,. Puis il s'installe en France, en Auvergne, pour y vivre et y travailler. Il vit et travaille actuellement (2019) dans les Alpujarras, en Espagne.

## Œuvres
Son art se compose de dessins, de peintures, de sculptures, d'installations et de poésie/philosophie, et ses œuvres font partie de nombreuses collections de musées, dont le SMAK.
Ses œuvres peuvent être vues au Stedelijk Museum voor Actuele Kunst, au Centre Georges Pompidou et au Hirshhorn Museum and Sculpture Garden.

## Expositions individuelles
- Iconotextures, Musées royaux des Beaux-Arts de Belgique, Bruxelles, Belgique (2016)
- Landschappen, BOZAR, Bruxelles, Belgique (2012)
- Xavier Hufkens, Bruxelles, Belgique (2009, 2011)
- Galerie Marian Goodman, Paris, France (2007)
- Inauguration de De Kapel van het Niets, Sint-Norbertuscentrum, Duffel, Belgique (2007)
- uvres du groupe "Dessins de femmes". Partie I , Marian Goodman Gallery, New York, NY, États-Unis (2006)
- Dessins, Centre Georges Pompidou, Paris, France (2004)
- Black Paintings, Galerie Marian Goodman, Paris, France (2003)
- Dessins, SMAK, Gand, Belgique (1999)
- Pavillon belge à la Biennale de Venise, Venise, Italie (1997), commissaire Catherine de Zegher
- Dessins, Museum Kröller-Müller, Otterlo, Pays-Bas (1997)
- Je suis le Monde, Zerynthia, Rome, Italie (1996)
- Xavier Hufkens, Bruxelles, Belgique (1995)
- Galerie des Beaux-Arts, Bruxelles, Belgique (1991)
- Galerie des Beaux-Arts, Bruxelles, Belgique (1989)
- Galleria Grazia Terrible, Milan, Italie (1988)
- Galerie Joost Declercq, Gand, Belgique (1987)
- De Lege Ruimte, Bruges, Belgique (1987)